# Manzanilla (Huelva)
Manzanilla es un municipio español de la provincia de Huelva, Andalucía. El municipio cuenta con una población de 2216 habitantes (INE 2024). La extensión superficial del municipio es de 40 km² y tiene una densidad de 58,67 hab/km². La localidad de Manzanilla se encuentra situada a una altitud de 164 metros y a 54 kilómetros de la capital de provincia, Huelva. Son especialmente destacables su iglesia parroquial y la ermita de la Virgen del Valle. La alcaldía está ocupada por Francisco Javier Serrano (PP)

## Historia
En 1594 formaba parte en el Axarafe y contaba con 455 vecinos pecheros.
Antiguamente, cuando se quería hablar de la historia de un pueblo, se hacía especial referencia a su nombre, intentando relacionarlo con culturas del pasado "glorioso" como la romana. Manzanilla no escapa a este intento; así, se decía que era la antigua ciudad de Maxilua, citada por el historiador romano Plinio, después de hablar acerca del material con que deben hacerse los ladrillos para la construcción de edificios, menciona: 
"En Pitania Asia y en Maxilua y Callet en la España Ulterior hacen los ladrillos que, una vez secos, no se hunden bajo el agua. Están compuestos de una tierra porosa que presenta grandes ventajas cuando se la trabaja". 
Sin duda, algún erudito que conocía la tradición alfarera de Manzanilla asoció esta actividad con la que describe Plinio El Viejo. 
Sabemos que en época romana Manzanilla ya existía, y sus vestigios los podemos encontrar en diferentes puntos del pueblo; sin embargo, no se trata de esta Maxilua referida en los textos clásicos. Sí nos encontramos con referencias a Manzanilla en el Libro de Repartimiento de Fernando III el Santo, donde se la denomina Machiniella, Machanilla o Mançaniella, nombre que ha sufriendo escasas variaciones hasta nuestros días. Este libro era una relación de documentos en los que se reflejaba el tipo y la cantidad de tierras que el Rey concedía a los soldados que le habían ayudado a conquistarlas a los musulmanes. 
Estamos en el siglo XIII y toda esta comarca va a sufrir un cambio radical, cambio cuyas consecuencias llegan hasta nuestros días; de hecho la Manzanilla que hoy observamos, lo mismo que las localidades próximoas (Chucena, Escacena, etc.) tienen poco que ver con su pasado romano o islámico y más con el proceso que se inicia con la conquista, repartición y organización de este territorio a partir de este siglo XIII llevado a cabo por Fernando III y su hijo Alfonso X el Sabio. De éste, en su Diplomatario -o conjunto de documentos relacionados con el gobierno de sus territorios-, aparecen también referencias a Manzanilla. 
hoy nos encontramos con un único núcleo urbano en todo su término municipal, Manzanilla, sin embargo, en época romana e islámica existía un poblamiento menos concentrado; a lo largo de su término había gente asentada de forma permanente en otros puntos que con la conquista cristiana y en momentos posteriores se intentan mantener, pero las circunstancias no son propicias, falta gente (ya que se expulsa a los habitantes musulmanes -los "moros"- y las epidemias van condicionando que la población tienda a reunirse en núcleos de población únicos en cada término municipal, cultivándose únicamente las tierras más próximas y dejando incultas las más alejadas. Con el paso de los siglos, poco a poco, se va extendiendo la superficie cultivada, hasta llegar a la situación presente, pero estos antiguos núcleos de población nunca vuelven a poblarse desde el siglo XV. 
Hoy el rastro de la historia de Manzanilla lo encontramos no solo en su propio nombre sino en muchos nombres de ssu campos y, en numerosos restos arqueológicos que aparecen en ellos y que forman su patrimonio cultural. Nombres como Benafique o Huégar, que nos hablan de antiguos lugares donde había asentamiento humano, caminos como el Majamón o el Callejón de la Estanquera o de Carrasquillo, por donde han circulado durante siglos antiguos pobladores, nos dan una vivisón del territorio muy diferente a la actual. 
Nos vamos a detener un poco en la zona de Benafique, al norte de la población, cuya historia la podemos rastrear desde época romana, aunque nuestro conocimiento se amplía en época islámica cuando, posiblemente, fuese un barrio unido a Manzanilla, que tendría una extensión mayor que en la actualidad. Su denominación plenamente árabe y con connotaciones parentales o gentílicas (bena= castellanización del sufijo Bani = propiedad de los hijos de ...) puede ser uno de los escasos y poco estudiados ejemplos en Andalucía Occidental de vinculación a un espacio concreto de una familia extensa en época islámica, gente perteneciente a un tronco familiar común que según iba creciendo en número se mantenía en la misma área. 
En momentos anteriores a la conquista cristiana es posible que descendiese la población tanto de Manzanilla como la de Benafique, como consecuencia de la inestabilidad de esta zona (cerca de la frontera entre los reinos islámicos de Niebla y de Sevilla) puesto que aparecen tras la conquista ya como núcleos diferenciados en los documentos castellanos, concediéndose sus tierras y solares a la nueva población cristiana. Esta repoblación, tras el descenso y expulsión de la población anterior islámica, va a sufrir continuos avatares y, mientras Manzanilla se consolida como núcleo urbano hasta la actualidad, Benafique, por el contrario, sufrirá un descenso y abandono progresivo visible plenamente en el siglo XV, concentrándose sus pobladores en la tan cercana Manzanilla. Mantuvo algunas de sus estructuras pero ya sin población permanente, sino como lugar de labranza. En un documento del siglo XVIII se destaca que la iglesia de Benafique ya no era lugar de culto, pues se encontraba arruinada. Es en el siglo XIX cuando aparece la última mención del lugar, momento a partir del cual se pierde toda referencia.

## Demografía
Manzanilla cuenta con una población de 2216 habitantes (INE 2024).
| Gráfica de evolución demográfica de Manzanilla entre 1842 y 2021                                                    |
| |
| Población de derecho según los censos de población del INE Población de hecho según los censos de población del INE |

| 1996 | 1998 | 1999 | 2000 | 2001 | 2002 | 2003 | 2004 | 2005 | 2007 | 2022 |
| ---- | ---- | ---- | ---- | ---- | ---- | ---- | ---- | ---- | ---- | ---- |
| 2523 | 2519 | 2507 | 2504 | 2518 | 2468 | 2432 | 2421 | 2384 | 2403 | 2116 |

## Economía

### Evolución de la deuda viva municipal
| Gráfica de evolución de Deuda viva del Ayuntamiento de Manzanilla entre 2008 y 2019                                |
| |
| Deuda viva del Ayuntamiento de Manzanilla en miles de Euros según datos del Ministerio de Hacienda y Ad. Públicas. |

## Monumentos
- Iglesia de Santa María de la Purificación. BIC
- El Morabito de Manzanilla es un monumento construido durante el primer tercio del siglo XX en la plaza Mayor. Actualmente no tiene función alguna, salvo la puramente arquitectónica. En su interior se encuentra un pozo, que fue utilizado para regadíos en la plaza Mayor.